# Cerro Volcánico
Cerro Volcánico är en kon i Argentina.   Den ligger i provinsen Río Negro, i den sydvästra delen av landet, 1 400 km sydväst om huvudstaden Buenos Aires. Toppen på Cerro Volcánico är 1 851 meter över havet, eller 97 meter över den omgivande terrängen. Bredden vid basen är 0,74 km.
Terrängen runt Cerro Volcánico är kuperad österut, men västerut är den bergig. Runt Cerro Volcánico är det ganska glesbefolkat, med 24 invånare per kvadratkilometer.. Det finns inga samhällen i närheten. 
I omgivningarna runt Cerro Volcánico växer i huvudsak blandskog.